# St. Kolumba (Köln)

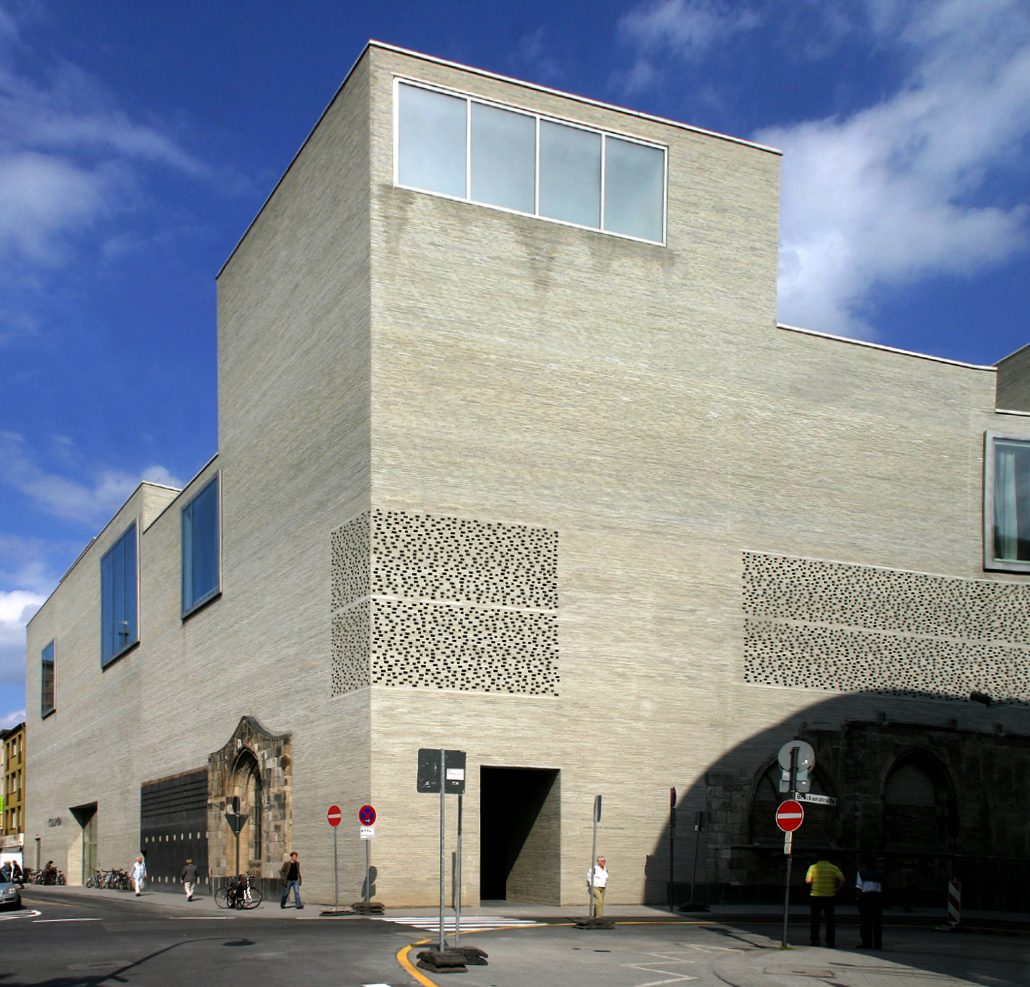
Außenansicht des Erzbischöflichen Diözesanmuseums. Eingang zur Marienkapelle vorne links.

St. Kolumba war eine der größten Pfarrkirchen Kölns. Ihr Ursprung geht zurück auf das Jahr 980. Die zunächst romanische Kirche musste im späten Mittelalter einem gotischen Neubau weichen. Im Zweiten Weltkrieg wurde die Kirche fast vollständig zerstört. Ab 1947 wurde in den Ruinen die Marienkapelle Madonna in den Trümmern errichtet. Seit 2007 ist die Kapelle in den Neubau des Erzbischöflichen Diözesanmuseums integriert. Sie wird heute von den Franziskaner-Minoriten betreut und zum Sendungsraum Köln-Mitte.

## Lage

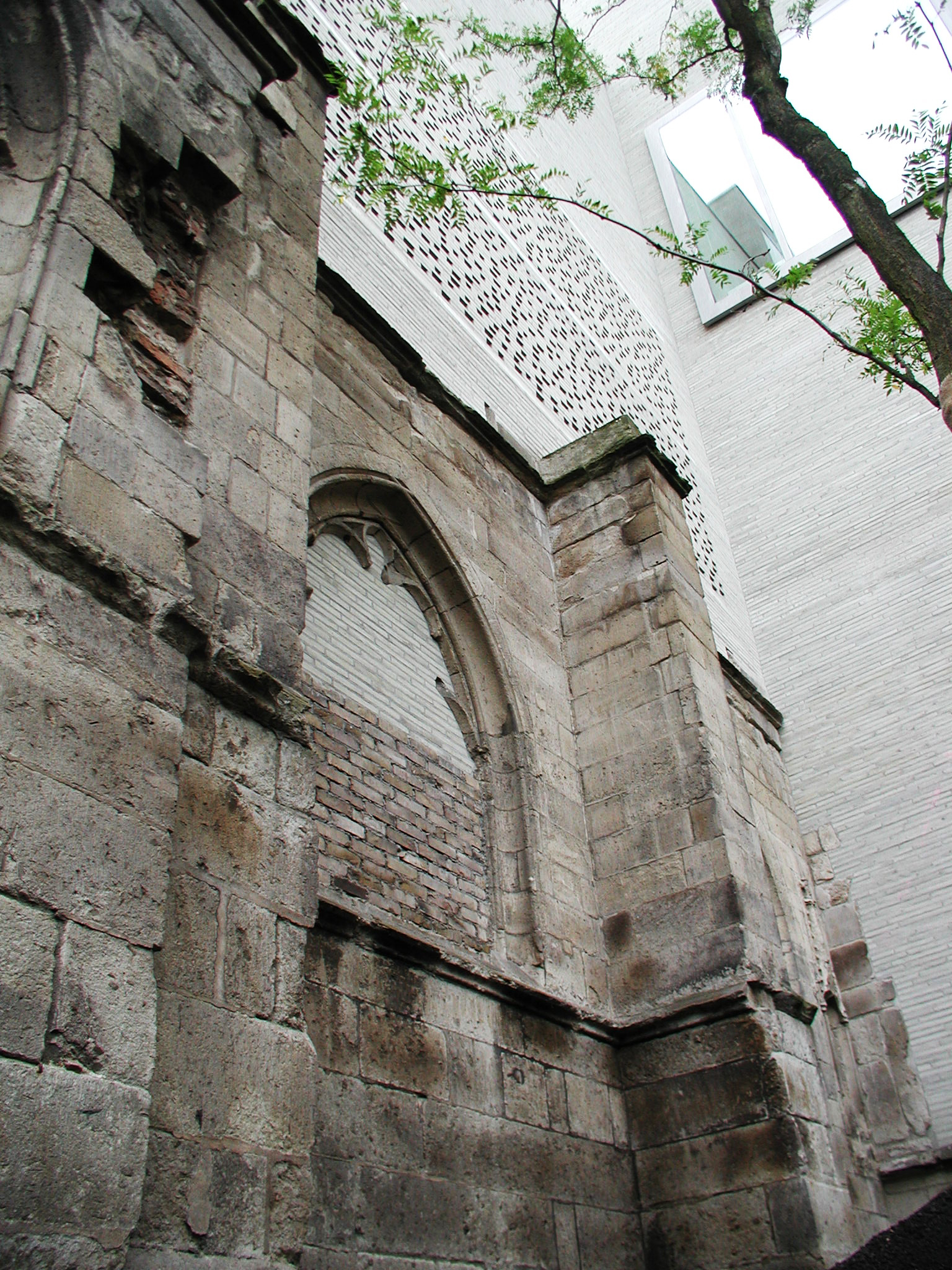
St. Kolumba, integriertes Restmauerwerk am Kolumbahof

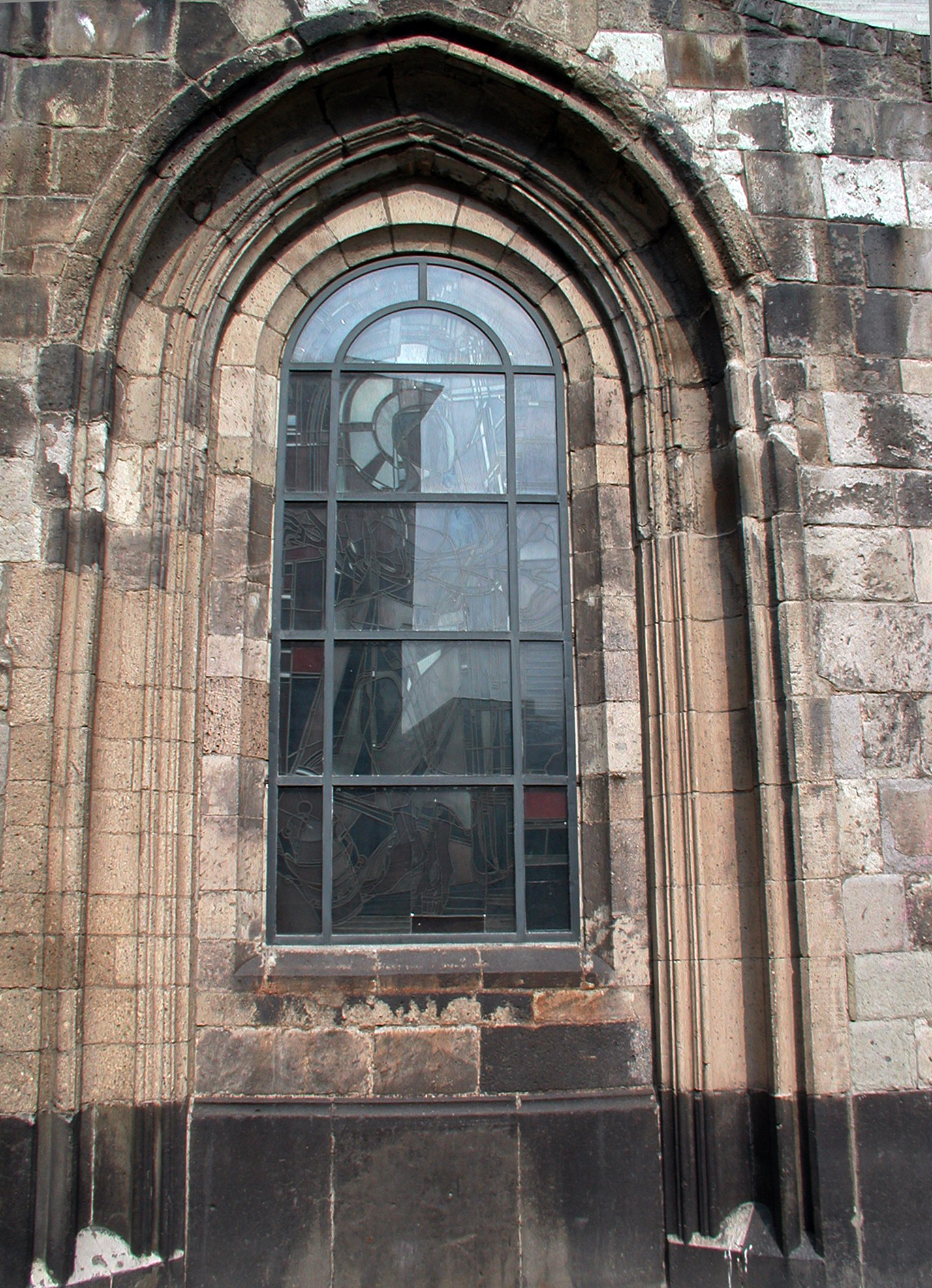
Fensterrest der spätmittelalterlichen Zeit, in der Kolumbastraße

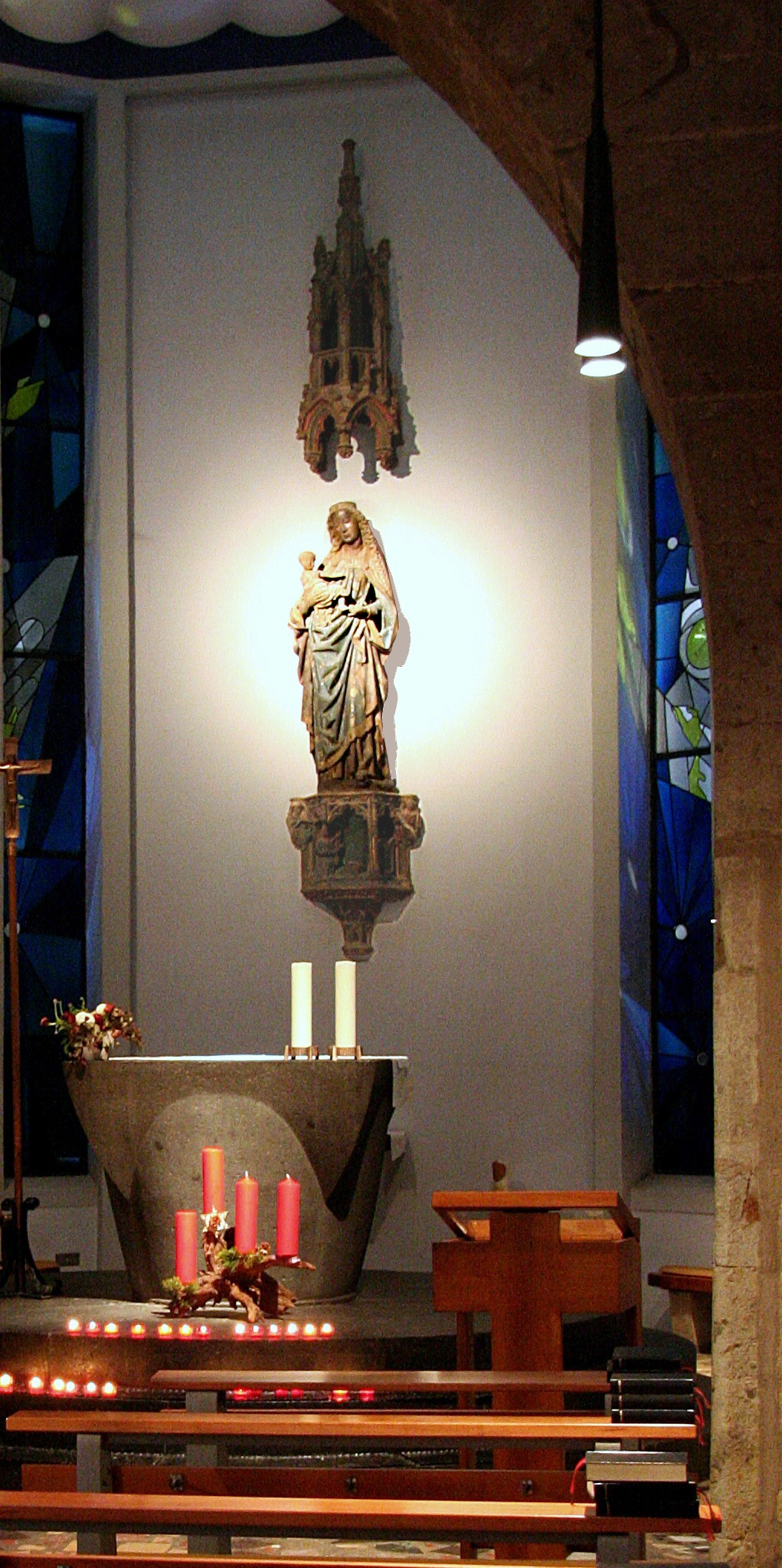
Marienkapelle

Die Kapelle ist vom modernen Museumsbau des Kolumba – Kunstmuseum des Erzbistums Köln (vormals Erzbischöfliches Diözesanmuseum) – völlig umschlossen, verfügt aber über einen separaten Zugang. Das Bauwerk steht zwischen der westlich verlaufenden Kolumbastraße, der Minoritenstraße im Norden und der Straße Kolumbahof im Osten. Der Eingang zur Kapelle liegt an der Südseite in der Brückenstraße. Die Kapelle liegt im Stadtteil Altstadt-Nord und gehört zum Stadtbezirk Innenstadt.

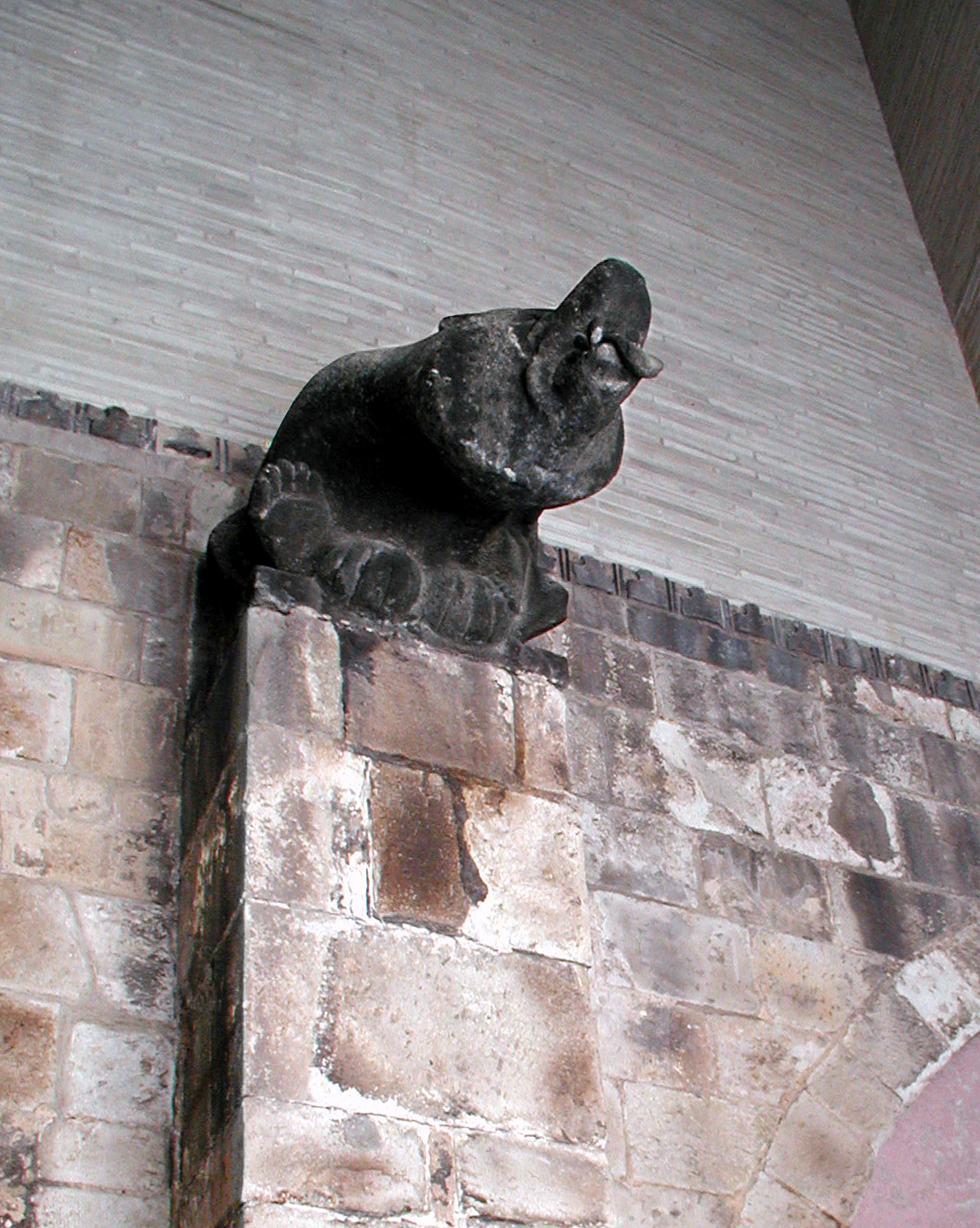
Bärin im Eingangsbereich

## Legende
Einer Legende nach soll die heilige Kolumba von Sens, eine jungfräuliche Märtyrerin im Jahr 274 n. Chr., durch eine Bärin vor einer Vergewaltigung gerettet worden sein. Eingedenk dieser Legende, die in ihrer Verästelung auch einen Bezug zur frühen Stadt Köln aufweist, schuf Gottfried Böhm die Skulptur einer Bärin. Heute wacht sie, platziert auf einem Vorsprung oberhalb des Einganges, über die Kapelle.

## Kirche St. Kolumba

### St. Kolumba in romanischer Zeit
Die Kirche St. Kolumba wurde erstmals im Jahr 980 erwähnt. Sie war zu dieser Zeit noch eine von der „Domkirche“, dem 873 geweihten Vorgängerbau des heutigen Kölner Doms, abhängige kleine einschiffige Kirche. Später, nach der Teilung der bischöflichen Einheitspfarre (Dompfarre), wurde sie selbstständige Pfarrei.
Auf eine frühe Datierung in die Zeit des 11. bis 12. Jahrhunderts verweist auch ein um 1837 ausgegrabener frühromanischer Taufstein der Kirche. Kölner Pfarrkirchen fanden im Gegensatz zu Klöstern mit ihren Kirchen erstmals nach dem Tod des Kölner Erzbischofs Anno II. im Jahr 1075 Erwähnung.

### Der spätmittelalterliche Bau und seine Kunstwerke
Der Kirchenbau erlebte seit seinen Anfängen mehrfach bauliche Veränderungen und Erweiterungen. Aus der kleinen Vorgängerkirche wurde im 12. Jahrhundert zunächst eine dreischiffige Kirche. Sie wurde dann wohl wegen des erhöhten Platzbedarfs der stetig anwachsenden Gemeinde im 15. Jahrhundert zu einer fünfschiffigen spätgotischen Hallenkirche erweitert. Im 17. Jahrhundert wölbte man den Chor, und das Kircheninnere wurde dem Stil der Zeit, dem Barock, angepasst. Noch im 19. Jahrhundert wurden umfangreiche Restaurierungsmaßnahmen am Kirchenbau durchgeführt.
In der Kirche befanden sich einige der bedeutendsten Werke der Altniederländischen und Altkölner Malerei, der Columba-Altar des Rogier van der Weyden, der Bartholomäusaltar des Meisters des Bartholomäus-Altars und der Wasservass’sche Kalvarienberg.
Zwei aus St. Kolumba stammende Beichtstühle (eventuell von Konrad Wolff, 17. Jh.) befinden sich heute in St. Gereon in Köln-Merheim.

#### Glocken
Die Kirche besaß in ihrem Westturm ein großes Dreiergeläut. Die große Glocke, 1677 von Johannes Lucas Dinckelmayr aus Nürnberg in Zusammenarbeit mit Johannes Wickrath in Köln gegossen und der Kirchenpatronin Kolumba geweiht, wog etwa 2.600 Kilogramm bei einem Durchmesser von 1,65 Metern. Zwei kleinere Glocken von 1601 und 1607 wurden 1771 von Martin Legros umgegossen; die größere Glocke mit einem Durchmesser von 1,29 Metern war der Gottesmutter und Jungfrau Maria sowie den Heiligen Joseph, Johannes Baptist und Evangelist und dem heiligen Donatus von Münstereifel geweiht, die kleinere von 1,14 Metern Durchmesser den Heiligen Kolumba, Johannes Nepomuk, Barbara und Walburga. Ferner lieferte Legros im gleichen Jahr das kleine Rosenkranzglöcklein zur Aufhängung im Dachreiter für den täglichen Gebrauch. Die große Glocke entging als einzige der Kriegsbeschlagnahme von 1942, wurde jedoch beim Einsturz des Turms so schwer beschädigt, dass sie 1966 als Altmetall verkauft wurde. Vorher wurden Abgüsse von ihrem Zierrat gemacht, die seitdem in der Modellkammer des Doms aufbewahrt sind.

### Kirchspiel und Gläubige
Das Kirchspiel der ehemaligen Pfarrkirche St. Kolumba war eines der größten in Köln. Es umfasste den Bereich der Kolumba-, Herzog-, Brücken-, Breiten und der Hohen Straße und der Glockengasse. St. Kolumba war eine der ältesten Pfarrkirchen in Köln. Da ihr Bezirk in einem dichtbevölkerten Stadtteil lag, nahm sie auch durch die hohe Zahl ihrer Gemeindemitglieder innerhalb der Stadtpfarreien einen herausragenden Platz ein.
Von der 1388 gegründeten, der Kirche benachbarten alten Kölner Universität wurde sie für Gottesdienste genutzt. Außerdem befanden sich 40 Grablegen Kölner Bürgermeister auf dem Kirchengrund.

### Zerstörung der Kirche

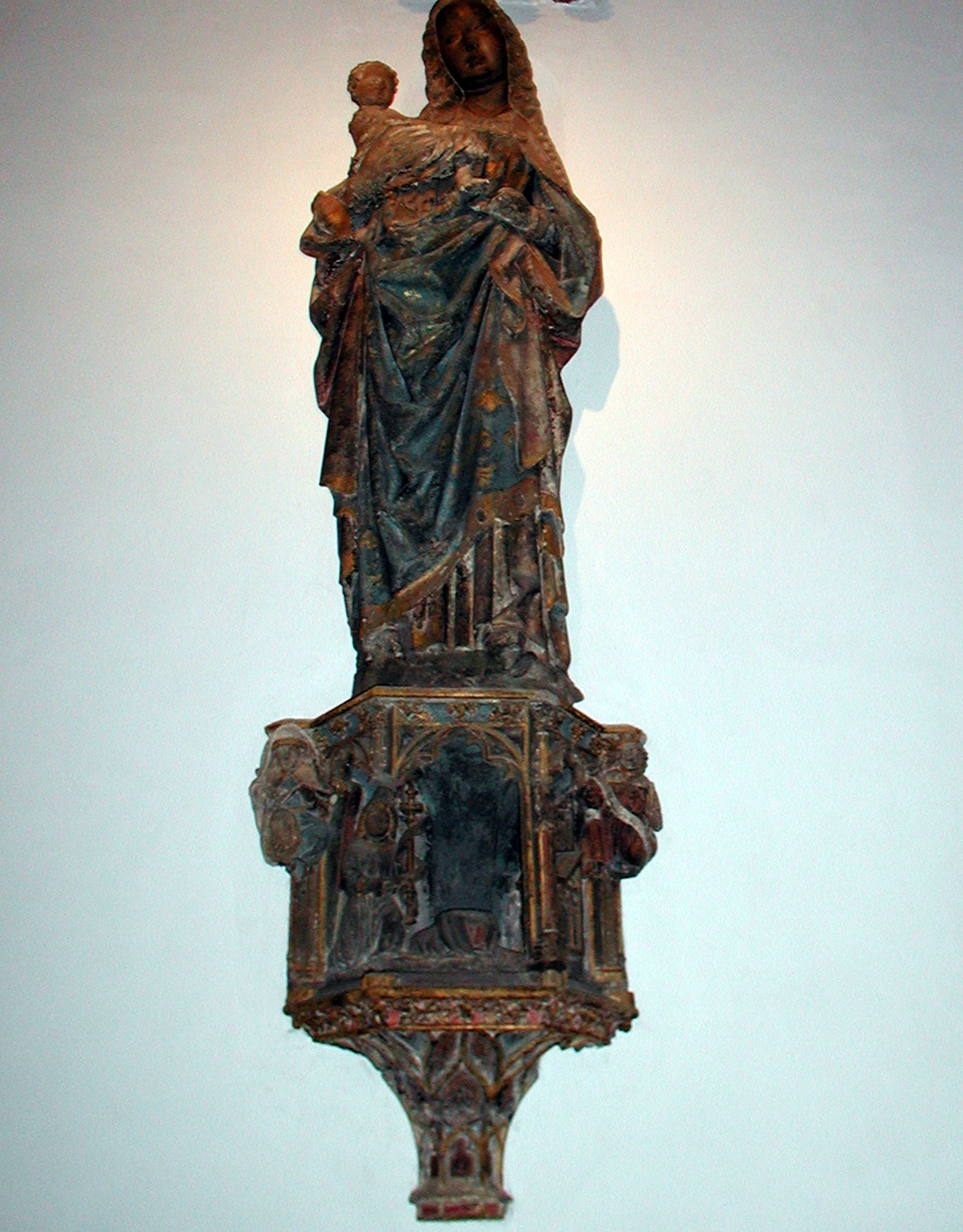
Die Madonna, geschaffen um 1460/80 – Detail

Schon vor der Zerstörung im Zweiten Weltkrieg enthielt die Kirche nur noch wenig Bausubstanz der romanischen Zeit. Nur das Mittelschiff und der Turm hatten über die Jahrhunderte ihren romanischen Charakter erhalten können.
Nach der fast völligen Vernichtung der Kirche im Jahr 1943 blieb neben Teilen der spätmittelalterlichen Außenmauern lediglich eine spätgotische Marienstatue an einem Pfeilerrest erhalten. Dies inspirierte die Kölner Bürger bei der Namensgebung des in den 50er Jahren durch die Wiederaufbaugesellschaft der Stadt in Auftrag gegebenen Kapellenbaus.

## Kapelle „Madonna in den Trümmern“

### Architektur
1947 wurde dem Kölner Architekten Gottfried Böhm der Auftrag zum Bau einer Kapelle erteilt. So entstand schon in der frühen Nachkriegszeit (1947–1950) in den Ruinen eine achteckige, zeltartige, eingeschossige Marienkapelle, die von den Kölnern auch „Madonna in den Trümmern“ oder „Maria in den Trümmern“ genannt wurde (Weihe am 7. Dezember 1950). Im Jahr 1956/57 wurde sie um eine sich unmittelbar an der Nordseite anschließende quadratische Sakramentskapelle erweitert (Weihe am 2. Februar 1957).

### Ausstattung

#### Marienkapelle
Der verbliebene Turmstumpf diente der Errichtung eines kleinen Eingangsbereiches, der den Blick auf die sich durch hohe Bogendurchgänge anschließenden Räumlichkeiten freigibt. Der Eingangsbereich und die rechts liegende Marienkapelle mit ihrem ostwärts gerichteten Chor erhielten einen aus Trümmerresten der alten Kirche gestalteten Mosaikboden. Der vordere Teil der Marienkapelle ist mit schlichten, durch einen schmalen Mittelgang voneinander getrennten Holzbänken versehen. Kurz hinter der Bestuhlung öffnet sich mit einem mittig auf einer dreistufigen Plattform stehenden Altar der halbrunde Chor. In der Mitte der Ostwand mit beidseitig hohen Fenstern des Chors, zwischen der von schmalen, in die Höhe strebenden Betonrippen unterbrochenen, vom Künstler Ludwig Gies entworfenen farbigen Verglasung, wurde die oben erwähnte Madonnenstatue angebracht. Die Figur hatte den Krieg fast unbeschädigt überstanden. Verloren ging nur die Krone der Madonna, und dem Jesuskind fehlen der rechte Arm, der rechte Fuß sowie die linke Hand, mit der es sich an einer Gewandschnur der Madonna festhielt. Die von Gies in seiner Arbeit dargestellten Engel wenden sich huldigend der „Trümmermadonna“ zu. Das Chordach ist als schneeweißes, muschelartiges Gewölbe gestaltet. Die weiteren Lichtquellen, wie das kleine kreisförmige von Jan Thorn Prikker entworfene „Heilig Geist“-Fenster in der südlichen Seitenwand, erzeugen gemeinsam mit dem Schein vieler angezündeter Kerzen eine beeindruckende Atmosphäre.

#### Sakramentskapelle

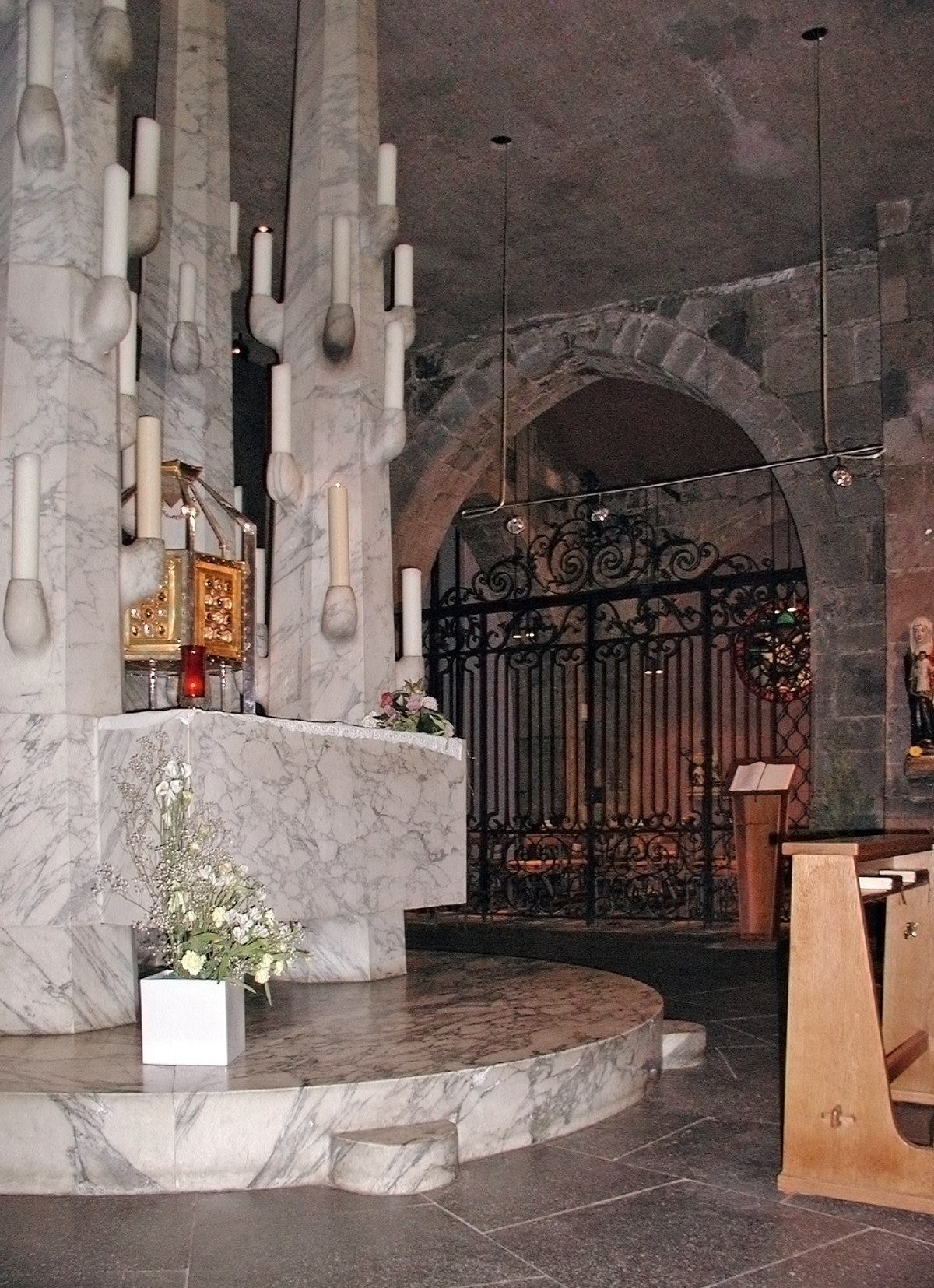
Altar der Sakramentskapelle

Im Eingangsbereich, gestaltet aus Reststücken der Ruine und ergänzt mit rohem Bruchstein für Pfeiler und Bogenmauerwerk, wird der Eindruck einer mittelalterlichen Kirche erzielt. Der Gegensatz zur „Moderne“ wird im Kontrast zur wenige Jahre später angefügten Sakramentskapelle deutlich.
Der fensterlose Raum erhält nur wenig Tageslicht. Es fällt durch die an der Ostwand oberlichtartig in die Wandung eingefügten und mit Onyxscheiben versehenen Steingitter sowie durch eine Rundöffnung in der Decke unmittelbar über dem in der Mitte des Raumes stehenden Altar. Das schmiedeeiserne Gitter im größeren Durchgangsbogen stammt noch aus der alten Kirche. Der mit einem von der Goldschmiedin Elisabeth Treskow geschaffenen Tabernakel ausgestattete Altar bildet den dominierenden Mittelpunkt dieser Kapelle. Den Altar umgeben aus hellem Marmor geschlagene, zur runden Lichtöffnung in der Decke strebende stilisierte „Lebensbäume“. Im Rund des Altars sind vereinzelt Gebetsbänke zur Andacht aufgestellt. Die Westwand bietet den Besuchern einer Andacht, einer Messfeier oder während eines Orgelkonzertes zusätzlichen Platz durch eine über die gesamte Länge reichende Steinbank mit Sitzkissen. Die kleine Orgel (Orgelbau Peter, 1984) der Kapelle wurde auf einer Empore über den die Breite der Nordwand einnehmenden Beichtstühlen installiert.

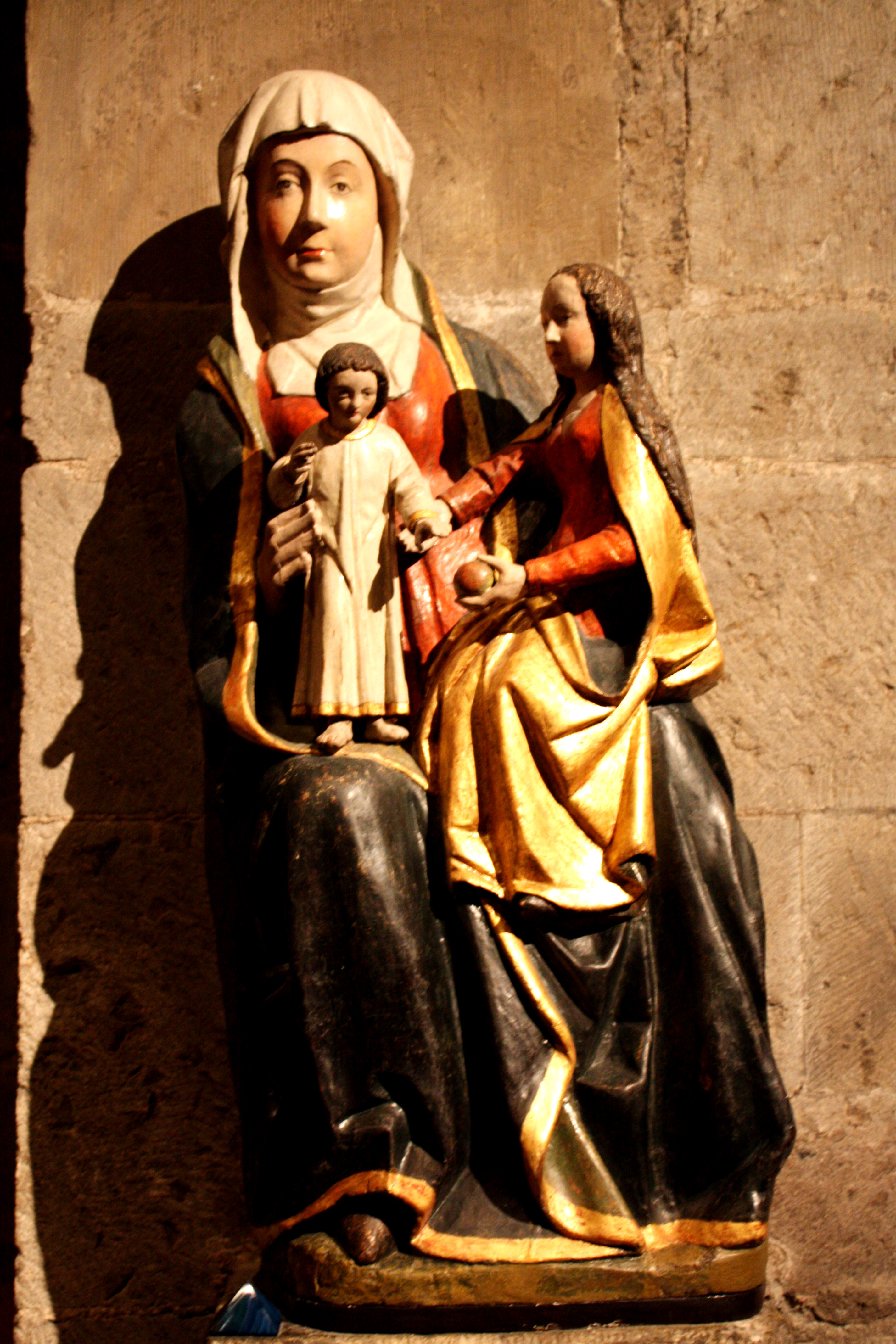
Anna Selbdritt, um 1500

Die wie der Boden der Sakramentskapelle in dunklem Stein gehaltene Ostwand wurde mit Reliefs aus Basalt, auf moderne Art den Kreuzweg interpretierend, von Rudolf Peer gestaltet.
Die Abgrenzung zur südlich gelegenen Marienkapelle wurde durch ein in einem weiten Rundbogen angebrachtes schmiedeeisernes Gitter optimal erreicht. Das Gitter trennt, verschafft jedoch durch seine optische Durchlässigkeit der Kapelle St. Kolumba insgesamt räumliche Tiefe. Aus der alten Kirche stammt auch eine Pieta, die um 1450 entstanden ist.

### Integration der Kapelle in das Diözesanmuseum
Das Kirchengelände mit der Ruine St. Kolumba galt vielen Kölnern als Mahnmal der Schrecken des letzten Weltkrieges. Umgeben von einem Umfeld mit anspruchsvoller Neubebauung wurde nach den Plänen des Schweizer Architekten Peter Zumthor ein die Nachkriegskapelle vollständig integrierendes Bauwerk als neuer städtebaulicher Akzent geplant und verwirklicht. Die Grundsteinlegung für den Neubau erfolgte am 1. Oktober 2003, die Eröffnung des neuen Diözesanmuseums fand am 15. September 2007 statt.